# Pong
Pong — відеогра для аркадних ігрових автоматів, яка була розроблена японською компанією Taito Corporation і випущена компанією Atari 29 листопада 1972 року.
Pong швидко здобула популярність і стала першим комерційно успішним аркадним ігровим автоматом, який стояв біля витоків відеоігрової індустрії разом з першою гральною консоллю Magnavox Odyssey. Незабаром після його виходу, кілька компаній почали виробляти ігри, які копіювали Pong, але в підсумку випустили нові типи ігор. В результаті, Atari закликав своїх співробітників більше вдаватися до інновацій в іграх. Компанія випустила кілька сиквелів, які були побудовані на геймплеї оригіналу, додаючи нові функції. Під час різдвяного сезону 1975 року, Atari випустила консольну версію Pong, реалізуючи її виключно через роздрібні магазини Sears. Це також мало комерційний успіх і призвело до появи численних копій. Гра була адаптована для численних гральних консолей і портативних платформ. Pong пародіювалася в декількох телевізійних шоу і відеоіграх, і була частиною культурних виставок.
Гра надихнула Atari на створення Breakout (1976) та Taito на створення Arkanoid (1986).

## Ігровий процес

Дві ракетки відбивають м'яч. Рахунок відображається числами (0 та 1) вгорі екрану.

Pong є найпростішим симулятором настільного тенісу. Невеликий квадратик позначає пінг-понговий м'ячик, який рухається по екрану лінійною траєкторією. Якщо він ударяється об межу ігрового поля, або об одну з рухомих ракеток, то його траєкторія змінюється відповідно до кута зіткнення.
Ігровий процес полягає в тому, що гравці пересувають свої ракетки вертикально для захисту власних воріт (представлених відповідно лівим і правим краями ігрового поля). Гравець отримує один бал, якщо йому вдається відправити м'ячик за лінію ракетки опонента.
У Pong грає або одна людина проти комп'ютерного опонента, або двоє людей, коли кожен гравець контролює свою ракетку.
Керування ігровим процесом у Pong-подібних системах зазвичай здійснюється за допомогою спеціального пристрою - падла.

## Історія розробки
Pong була першою грою, розробленою компанією Atari. Після випуску Computer Space, Нолан Бушнелл вирішив створити окрему компанію, щоб виробляти більше ігор за ліцензією інших підприємств. Перший контракт був укладений з Bally Manufacturing Corporation для гоночної гри. Незабаром після заснування, Бушнелл найняв  Аллана Алкорна через його досвід з електротехніки та інформатики. Бушнелл і Дабні також раніше працювали з ним у Ampex. До роботи в Atari, у Алкорна не було досвіду роботи з відеоіграми. Щоб пристосуватися для створення ігор, Бушнелл доручив Алкорну проєкт таємно призначений для розминочної вправи. Бушнелл сказав Алкорну, що в нього був контракт з General Electric на ігровий пристрій, і попросив Алкорна створити просту гру для нього з однією рухомою цяткою, двома «ракетками» і цифрами для ведення рахунку. У 2011 році Бушнелл заявив, що гра була натхненна попередньою версією електронного тенісу, в яку Бушнелл грав на комп'ютері PDP-1 в 1964 році під час навчання в коледжі. Натомість Алкорн повідомляв, що це була пряма відповідь на перегляд Бунеллом гри Magnavox Odyssey. У травні 1972 року, Бушнелл відвідав Magnavox Profit Caravan в Бурлінгейм (Каліфорнія), де він грав у демоверсію Magnavox Odyssey. Він вважав, що грі не вистачало якості, тому призначив на цей проект Алкорна.
Алкорн спочатку розглянув схеми Бушнелла для Computer Space, але визнав їх недостатньо нечіткими. Він вирішив створити власний проєкт на основі знань у транзисторно-транзисторній логіці та гри Бушнелла. Зрозумівши що гра була занадто нудною, Алкорн додав функції, щоб надати грі більше привабливості. Він розділив ігровий контролер на вісім сегментів, що дозволило змінювати кут відбивання м'ячика. Наприклад, центральний сегмент повертав колесо на кут 90°с по відношенню до джойстика, а зовнішні сегменти відбивали м'ячик з меншими кутами. Ще одна особливість полягала у тому, що в грі джойстики були не в змозі дістатися до верхньої частини екрану. Це було зумовлено простотою схеми, якій був притаманний цей дефект. Замість того, щоб присвятити час виправленню дефекта, Алкорн вирішив, що гру треба зробити складнішою і обмежив час гри.
На третій місяць розробки Бушнелл сказав Алкорну, що він хоче гру, де відтворюються реальні звукові ефекти і крики натовпу. Дабні хотів, щоб гра «свистіла» та «шипіла», коли гравець програє. Алкорну бракувало простору для розміщення необхідної електроніки і він не знав як створювати такі звуки за цифровими схемами. Після огляду генератора синхронізації, Алкорн виявив, що він може генерувати різні сигнали і використовувати їх для звукових ефектів в грі. Для побудови прототипу, Алкорн купив чорно-білий телевізор Hitachi з місцевого магазину, поклав його в 4-футовий (1,2 м) дерев'яний корпус, і припаяв дроти до дошки, щоб створити необхідну схему. Прототип вразив Бушнелла та Дабні так сильно, аж вони відчули, що це може бути цікавим продуктом і вирішили перевірити його конкурентоспроможність.
У серпні 1972 року Бушнелл і Алкорн встановили прототип Pong у місцевому барі. Вони вибрали бар через хороші стосунки з менеджером закладу, Біллом Гаттісом. Бушнелл і Алкорн розмістили прототип на одному зі столів біля інших розважальних машин, таких як: музичний автомат, ігрові автомати і Computer Space. Гра була добре прийнята в першу ніч, і її популярність продовжувала зростати протягом наступних півтора тижнів. Бушнелл поїхав у відрядження в Чикаго, щоб продемонструвати ‘‘Pong’’ керівникам в Bally and Midway Manufacturing. Через кілька днів у прототипі почали з'являтися технічні проблеми, тому Гаттіс звернувся до Алкорна, щоб виправити це. Після огляду Алкорн виявив, що проблема була у механізмі монетоприймача.
Побачивши успіх гри, Бушнелл вирішив, що більше прибутку для Atari принесло би виготовлення власної гри, а не її ліцензування, але Bally and Midway були зацікавленні у ліцензуванні. Бушнелл вирішив інформувати одну з двох групи, що інша не була зацікавлена. Бушнелл розповів керівникам Bally, що керівники Midway не хочуть ліцензувати, і навпаки, щоб зберегти відносини для майбутніх угод. Почувши коментарі Бушнелла, дві групи відхилили його пропозицію. У Atari почалися проблеми з фінансовою підтримкою для Pong. Банки розглядали його як альтернативу пінболу. Atari зрештою отримав кредитну лінію від Wells Fargo, яку компанія використала, щоб розширити свої потужності для розміщення складальної лінії. Компанія анонсувала Pong 29 листопада 1972 року. Перші аркадні ігрові автомати з нею збиралися дуже повільно, близько десяти машин в день, багато з яких неналежної якості. Atari зрештою спростили процес і почали виробляти автомати з грою у великих кількостях. Після 1973 року вони почали ставити ‘‘Pong’’ у інших країнах за допомоги закордонних партнерів.